# Rättviks socken
Rättviks socken ligger i Dalarna, ingår sedan 1971 i Rättviks kommun och motsvarar från 2016 Rättviks distrikt.
Socknens areal är 988,72 kvadratkilometer, varav 846,53 land. År 2020 fanns här 8 891 invånare. Tätorterna Nedre Gärdsjö och Vikarbyn samt tätorten och kyrkbyn Rättvik med sockenkyrkan Rättviks kyrka ligger i socknen.  

## Administrativ historik
Rättviks socken har medeltida ursprung. 1618 utbröts Boda församling. Bingsjö-Dådrans församling var från 1918 en egen församling efter att ha tidigare varit två kapellag under Rättvik, Bingsjö från 1781 och Dådran från 1839. 1992 återuppgick Bingsjö-Dådrans församling i Rättviks församling.
Vid kommunreformen 1862 övergick socknens ansvar för de kyrkliga frågorna till Rättviks församling och för de borgerliga frågorna till Rättviks landskommun. Boda landskommun utbröts 1 maj 1875 och inkorporerades igen 1963. Landskommunen uppgick 1971 i Rättviks kommun.
1 januari 2016 inrättades distriktet Rättvik, med samma omfattning som församlingen hade 1999/2000.
Socknen har tillhört fögderier, tingslag och domsagor enligt vad som beskrivs i artikeln Dalarna. De indelta soldaterna tillhörde Dalregementet, Rättviks och Mora kompanier.

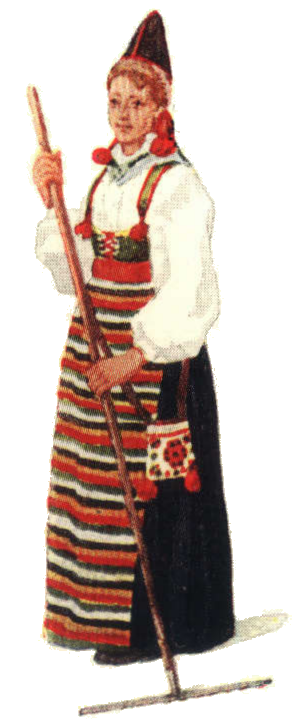
Rättviksdräkten

## Geografi
Rättviks socken ligger öster om Siljan och sydväst om Amungen och kring sjön Ljugaren. Socknen har odlingsbygd vid sjöarna och är annars en höglänt skogsbygd med fäbodar och höjder som i Södra Vålberget når 491 meter över havet.
Större byar är Dådran, Bingsjö samt Dalstuga. De östra delarna av socknen koloniserades under 1600-talet, varvid finnbyar anlades.

### Geografisk avgränsning
Rättviks socken kan sägas bestå av två huvuddelar, dels en västlig med bland annat Vikarbyn, Stumsnäs, Västbjörka, Röjeråsen och Tammeråsen, dels en östlig del med Mårtanberg längst i sydost samt bland annat Dådran, Bingsjö och Dalstuga. Dessa två huvuddelar skiljs åt genom Enåns dalgång innanför Rättvik. Rakt norr om huvudorten ligger i den centrala delen av socknen bland annat Nittsjö, Backa, Västberg och Östbjörka. Även Ingels samt Gärdsjö ligger i denna centrala del. 
Socknens västligaste punkt ligger vid ödetorpet Åmot vid Ickån. Här gränsar socknen mot Mora socken i Mora kommun. Gränsen mot Mora socken ligger för övrigt i nordväst samt i väster och utgår från sjön Draggen (323 m ö.h.) i nordväst. I denna sjö ligger ett "fyrsockenmöte" Rättvik-Ore-Orsa-Mora. Gränsen mot Mora går norr om Icksjön (284 m ö.h.) via Ickberget samt Åmot och följer sedan Ickån nedströms mot Siljan. Närmast Siljan gränsar Rättviks socken mot en del enklaver av Leksands socken (Leksands kommun). Väster om Stumsnäs ligger ordinarie gräns mot Leksands socken, vilken sedan faller ut i Siljan.
I nordväst (norra delen av den västra sockendelen) gränsar Rättviks socken mot Ore socken på en sträcka av några kilometer mellan Draggen och "tresockenmötet" Rättvik-Ore-Boda strax öster om Vargmyren. Mellan Draggen och Vargmyren ligger en liten enklav av Boda socken (Myrslogen).
Socknens avgränsning mot Boda socken sker främst i den centrala delen, men även i nordost. Boda ligger i norr och i nordlig riktning från Rättvik. Den sydligaste punkten av Boda socken ligger i sjön Ensen (192 m ö.h.), cirka 8 km nordost om Rättvik. Gränsen mellan Rättvik och Boda korsar länsväg 301 cirka 1 km norr om Ingels.
Rättviks sockens östra huvuddel kan sägas börja vid sjön Ljugaren (213-216 m ö.h.) och sträcker sig österut.
I söder avgränsas socknen mot Leksands socken. Gränsen går från Östanholsviken av Siljan och in i mynningen på Saluån vid Skansen. Den följer Saluån uppströms till Salutjärnen (263 m ö.h.) och passerar riksväg 70 mellan Kullsbjörken ( i Leksand) och Utby (i Rättvik). Förutom Utby ligger även Västgärde och Söderås i denna del av socknen.
Socknens sydligaste punkt ligger i sjön Brossen (263 m ö.h.), belägen strax söder om Mårtanberg. Strax sydost om denna by passerar gränsen riksväg 69.
Vid byn Ärtled stöter sockengränsen för första gången på Bjursås socken (Falu kommun). Rättviks socken gränsar härifrån österut i ett relativt komplicerat mönster omväxlande mot Bjurås respektive Leksands socknar, vilka här har en mängd enklaver.
Strax nordväst om byn Marnäs i Envikens socken ligger "tresockenmötet" Rättvik-Leksand/Bjursås-Enviken. Gränsen mellan Rättvik och Leksand/Bjursås går från Södra Ungsjön (ca 5 km sydost om Dådran) nedströms Marnäsån till ovan nämnda "tresockenmöte".
I öster avgränsas Rättviks socken på en ganska lång sträcka av Envikens socken (Falu kommun). I sydspetsen av sjön Amungen, vid Bruksåns mynning, ligger "tresockenmötet" Rättvik-Enviken-Alfta. Punkten är belägen cirka 1 km väster om Svabensverk (i Alfta socken).
I detta område ligger Dalstuga vid Amungen. Bingsjö ligger också i trakten.
I nordost gränsar Rättviks sockens östra huvuddel mot Alfta socken i Ovanåkers kommun (Hälsingland). Gränsen utgör samtidigt gräns mellan Svealand och Norrland. Gränsen mot Alfta går från trakten av Svabensverk mot nordväst, upp genom Amungen, och når socknens nordligaste punkt på Ormberget längst i nordost. På berget ligger "fyrsockenmötet" Rättvik-Alfta-Ovanåker-Ore.
Från Ormberget och mot sydväst löper gränsen mellan Rättviks och Ore socken. Den korsar Amungen söder om Snörnäset och går upp bland annat på Halgonberget (496 m ö.h.).
I detta nordöstra område ligger en del större enklaver av Boda socken. I övrigt gränsar socknen här i norr mot Ore socken.

## Historia

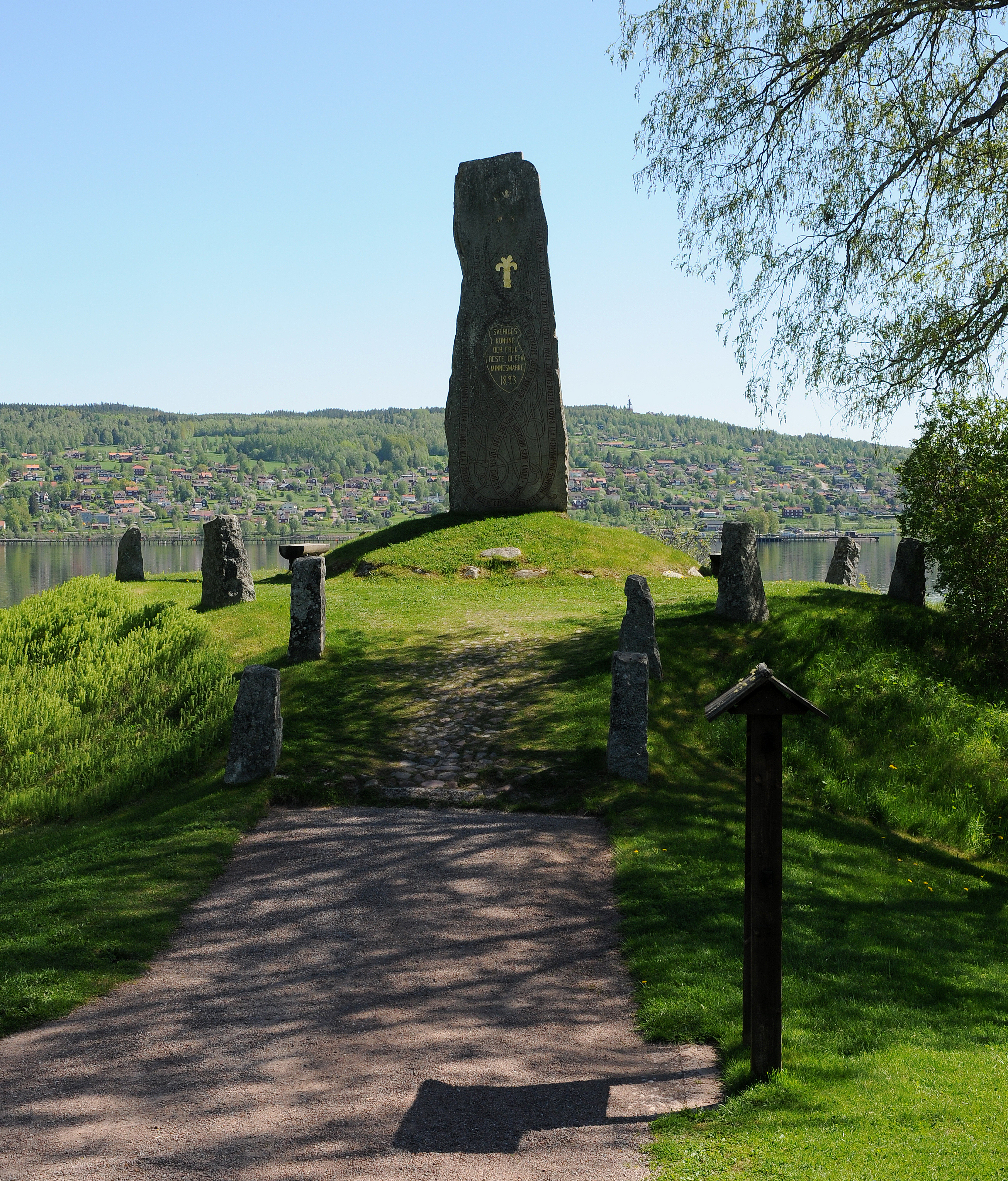
Vasastenen.

Boplatser från stenåldern samt gravar och gravfält från järnåldern är funna. I området runt Rättvik har man anträffat fynd från vikingatiden. Vidare finns inom socknen slagg från lågteknisk järnhantering.
Från Rättviks kyrkvall talade Gustav Vasa för första gången till dalfolket. Om detta vittnar den så kallade Vasastenen vid Rättviks kyrka. Stenen omges av tolv mindre stenar. I byarna runt Rättvik finns många byggnader och ställen där Gustav Vasa gömt sig i sin flykt från danskarna; i byn Born finns en känd stor stengrotta ute på sjön Ljugaren, som man kan besöka med ångbåt, och i byn Nedre Gärdsjö finns en jordkällare där han sägs varit gömd under en period. I de upproriska rörelserna under Gustav Vasa deltog många Rättvikskarlar, liksom även i det så kallade Nävtåget år 1598 samt i Dalupproret 1743.
År 1932 hade Rättviks socken 8 548 invånare på 1 009,9 km². Samma år hade socknen 3 770 hektar åker och 57 840 hektar skogsmark.

## Namnet
Namnet (1442 Rættawik) kommer från kyrkbyn som i sin tur fått namnet av en vik i Siljan. Förleden är rätt, 'rak; rät' syftande på de raka strandlinjerna i vikens inre del.

## Befolkningsutveckling
| Befolkningsutvecklingen i Rättviks socken 1750–2020 | Befolkningsutvecklingen i Rättviks socken 1750–2020 | Befolkningsutvecklingen i Rättviks socken 1750–2020 | Befolkningsutvecklingen i Rättviks socken 1750–2020 | Befolkningsutvecklingen i Rättviks socken 1750–2020 |
| --- | --------------------------------------------------- | --------------------------------------------------- | --------------------------------------------------- | --------------------------------------------------- |
| |                                                     |                                                     |                                                     |                                                     |
| År |                                                     |                                                     | Folkmängd                                           |                                                     |
| 1750 | 1750                                                |                                                     | 4 546                                               |                                                     |
| 1760 | 1760                                                |                                                     | 5 138                                               |                                                     |
| 1769 | 1769                                                |                                                     | 5 421                                               |                                                     |
| 1780 | 1780                                                |                                                     | 5 280                                               |                                                     |
| 1790 | 1790                                                |                                                     | 5 556                                               |                                                     |
| 1800 | 1800                                                |                                                     | 6 195                                               |                                                     |
| 1810 | 1810                                                |                                                     | 6 168                                               |                                                     |
| 1820 | 1820                                                |                                                     | 6 531                                               |                                                     |
| 1830 | 1830                                                |                                                     | 7 439                                               |                                                     |
| 1840 | 1840                                                |                                                     | 7 661                                               |                                                     |
| 1850 | 1850                                                |                                                     | 8 423                                               |                                                     |
| 1860 | 1860                                                |                                                     | 9 443                                               |                                                     |
| 1870 | 1870                                                |                                                     | 9 713                                               |                                                     |
| 1880 | 1880                                                |                                                     | 10 232                                              |                                                     |
| 1890 | 1890                                                |                                                     | 8 663                                               |                                                     |
| 1900 | 1900                                                |                                                     | 8 862                                               |                                                     |
| 1910 | 1910                                                |                                                     | 8 872                                               |                                                     |
| 1920 | 1920                                                |                                                     | 9 341                                               |                                                     |
| 1930 | 1930                                                |                                                     | 8 638                                               |                                                     |
| 1940 | 1940                                                |                                                     | 8 383                                               |                                                     |
| 1950 | 1950                                                |                                                     | 8 624                                               |                                                     |
| 1960 | 1960                                                |                                                     | 8 181                                               |                                                     |
| 1970 | 1970                                                |                                                     | 7 615                                               |                                                     |
| 1980 | 1980                                                |                                                     | 8 243                                               |                                                     |
| 1990 | 1990                                                |                                                     | 8 699                                               |                                                     |
| 2010 | 2010                                                |                                                     | 8 576                                               |                                                     |
| 2020 | 2020                                                |                                                     | 8 891                                               |                                                     |
| Anm: Tabellen visar Boda fram till 1880. Inkluderar Bingsjö. Källor: Umeå universitet - Tabellverket 1749-1859, Demografiska databasen, CEDAR, Umeå universitet, Befolkning per församling, Folkmängden per distrikt, landskap, landsdel eller riket efter kön. År 2015 - 2022. |                                                     |                                                     |                                                     |                                                     |